# Glen Orbik
Glen Orbik (1963 - 11 de maio de 2015) foi um ilustrador estadunidense, notório por seus trabalhos realizados para diversas empresas, como DC Comics, Vertigo, Marvel Comics, Warner Bros., Clampett Studios, Universal Pictures, Sony, Avon Books e Berkley Books, entre outras.
Orbik residia em Van Nuys, Califórnia. Ele morreu em 11 de maio, 2015, vítima de um câncer.